# Artinite
L'artinite est un carbonate basique hydraté de magnésium de formule chimique Mg2(CO3)(OH)2·3H2O. C'est un minéral de couleur blanche qui ne fond pas dans les flammes, mais libère de la vapeur d'eau et du dioxyde de carbone. Il est fragile et cassant et a une dureté de 2,5 sur l'échelle de Mohs.

## Origine
L'artinite est un produit d'altération à basse température se formant dans des conditions hydrothermales, cristallisant sous forme de veines ou dans des fissures de roches ultrabasiques riches en serpentinite.

## Forme
Il peut être sphérique, en rosette, en croûte, sphérolithique ou botryoïdal.

## Découverte
Il a été découvert en 1902 et nommé en l'honneur du minéralogiste italien Ettore Artini (it) (1866-1928).